# Trimeresurus cardamomensis
Espèce
Trimeresurus cardamomensis est une espèce de serpents de la famille des Viperidae. 

## Répartition
Cette espèce se rencontre dans la province de Chanthaburi en Thaïlande et dans la province de Kaoh Kong au Cambodge.

## Description
C'est un serpent venimeux.
Ce serpent, comme les vipères en Europe, utilise son venin principalement pour tuer ses proies, de préférence des oiseaux et des grenouilles ; mais il peut aussi l'utiliser pour se défendre, parfois contre l'homme chez qui une morsure peut être dangereuse : douleur insoutenable mais non constante et qui décroît rapidement (fort heureusement, cette morsure n'est mortelle que dans de très rares cas).
L'holotype de Trimeresurus cardamomensis, une femelle adulte référencée FMNH 259191, mesure 347 mm dont 56 mm pour la queue.

## Classification
Le nom valide complet (avec auteur) de ce taxon est Trimeresurus cardamomensis (Malhotra, Thorpe, Mrinalini & Stuart, 2011).
L'espèce a été initialement classée en 2011 dans le genre Cryptelytrops sous le protonyme Cryptelytrops cardamomensis par Anita Malhotra (d), Roger S. Thorpe (d), Mrinalini (d) et Bryan L. Stuart,.
Trimeresurus cardamomensis a pour synonyme :
- Cryptelytrops cardamomensis Malhotra, Thorpe, Mrinalini & Stuart, 2011

## Étymologie
Son épithète spécifique, composée de cardamom[es] et du suffixe latin -ensis, « qui vit dans, qui habite », lui a été donnée en référence à sa localité type, la chaîne des Cardamomes. 

## Publication originale
- (en) Anita Malhotra, Roger S. Thorpe, Mrinalini et Bryan L. Stuart, « Two new species of pitviper of the genus Cryptelytrops Cope 1860 (Squamata: Viperidae: Crotalinae) from Southeast Asia », Zootaxa, Magnolia Press (d), vol. 2757, no 1,‎ 4 février 2011, p. 1-23 (ISSN 1175-5334 et 1175-5326, OCLC 49030618, DOI 10.11646/ZOOTAXA.2757.1.1, lire en ligne).